# 멜리소스
멜리소스(그리스어: Μέλισσος)는 엘레아의 제논과 파르메니데스가 포함되어 있는 고대 그리스 엘레아 학파의 세 번째이자 마지막 일원이다. 그가 펠로폰네소스 전쟁 전 짧은 기간 동안 사모스 섬 함대의 장군이었다는 사실 이외에 멜리소스의 생애에 대해서 알려진 것은 거의 없다. 멜리소스가 철학에 대해 기여한 것은 엘레아 학파의 철학을 지지하는 체계화된 주장을 실은 논문을 작성한 것이다. 파르메니데스와 같이 멜리소스도 실제는 생성되지 않으며, 파괴되지도 않고, 나뉘지도 않으며, 변화하지도 않고, 운동하지도 않는다고 주장하였다. 여기에 존재에는 한계가 없으므로 실제에도 한계가 없으며 무한히 확장된다는 것을 보이려 노력하였다.

## 생애
멜리소스의 생애에 대한 자료는 많이 남아 있지 않다. 기원전 500년 전후에 태어났을 것으로 추정되나 사망 시기는 알려져 있지 않다. 그의 생에 대하서 알려진 것의 대부분은 플루타르코스의 《페리클레스 전기》의 짧은 구절에서 얻어진 것이다. 멜리소소는 사모스 섬 함대의 장군이었으며, 기원전 441년 페리클레스와 아테네 함대를 이겼다. 플루타르코스는 아리스토텔레스가 페리클레스는 그보다 더 이전의 전투에서도 이겼다고 말했다고 주장하였다. 《테미스토클레스 전기》에서 플루타르코스는 스테심브로토스가 테미스토클레스와 페리클레스를 혼동했다며 멜리소소가 테미스토클레스의 높은 평가를 얻었다는 스테심브로토스의 주장을 부인하였다. 멜리소스는 파르메니데스의 제자이자 레우키포스의 스승으로 알려져 있다.

## 개요
멜리소스의 철학 논문의 많은 부분은 아리스토텔레스의 《천체에 관하여》에 단 심플리코스의 주석에 보존되었으며, 그의 철학에 대한 몇 개의 요약이 전승되고 있다. 파르메니데스와 달리 멜리소스는 운문이 이닌 산문으로 논문을 작성하였고 이는 그의 스승의 저작보다 해석을 수월하게 한다. 페르메니데스를 따라 멜리소스도 존재는 하나이며, 생성되지 않고, 파괴되지도 않으며, 나뉘지도 않고, 변화하지도 않으며, 운동하지 않고, 언제나 같다고 하였다. 멜레소스의 철학은 2가지 측면에서 파르메니데스와 다르다. 첫째, 파르메니데스는 존재는 유한하다고 하였으나 멜리소스는 존재는 무한하다고 하였다. 둘째, 파르메니데스에게 존재는 영원한 현재 안에 존재하는 것이나 멜리소스에게 존재는 영원한 것이다.